# 谢亦森
谢亦森（1955年2月—），男，汉族，江西宁都人，中华人民共和国政治人物，曾任中共宜春市委书记，江西省人大常委会副主任、党组成员，中共十七大、十八大代表。